# 上第聶伯羅夫斯基
上第聂伯罗夫斯基（羅馬化：Verkhnedneprovskiy）是俄罗斯斯摩棱斯克州人口最多的市级镇，为该州多罗戈布日区最大聚居地。地处斯摩棱斯克州中部，位于第聂伯河上游右岸地区，在区行政中心多罗戈布日东北侧、州府斯摩棱斯克东偏北方。镇内设有铁路车站阿佐特纳亚站。
建于20世纪中叶，1956年设市级镇。该地2022年人口有10,863人；2010年人口12,969；2002年人口14,278；1989年人口16,496。